# John Bradmore
Pour les articles homonymes, voir Bradmore.
John Bradmore (mort en janvier 1412) est un chirurgien et métallurgiste anglais.
Chirurgien de la cour sous le règne du roi Henri IV d'Angleterre, il est surtout connu pour avoir extrait une flèche (pointe bodkin) du crâne du fils du roi, le futur roi Henri V, au château de Kenilworth, après la bataille de Shrewsbury en 1403, avec un instrument de son invention.
Il est l'auteur de la Philomena, l'un des premiers traités de chirurgie.